# Мельникова, Наталья Владимировна
Ната́лья Влади́мировна Ме́льникова — тренер по спортивной акробатике. 

## Карьера
Тренировала чемпионок мира по спортивной акробатике Ирину Борзову, Татьяну Барановскую и Тамару Турлачёву, готовила их к чемпионату мира по спортивной акробатике 2008 в Глазго. Работает в школе олимпийского резерва № 46 г. Москвы (район Бирюлёво Восточное).